# Résine de gaïac

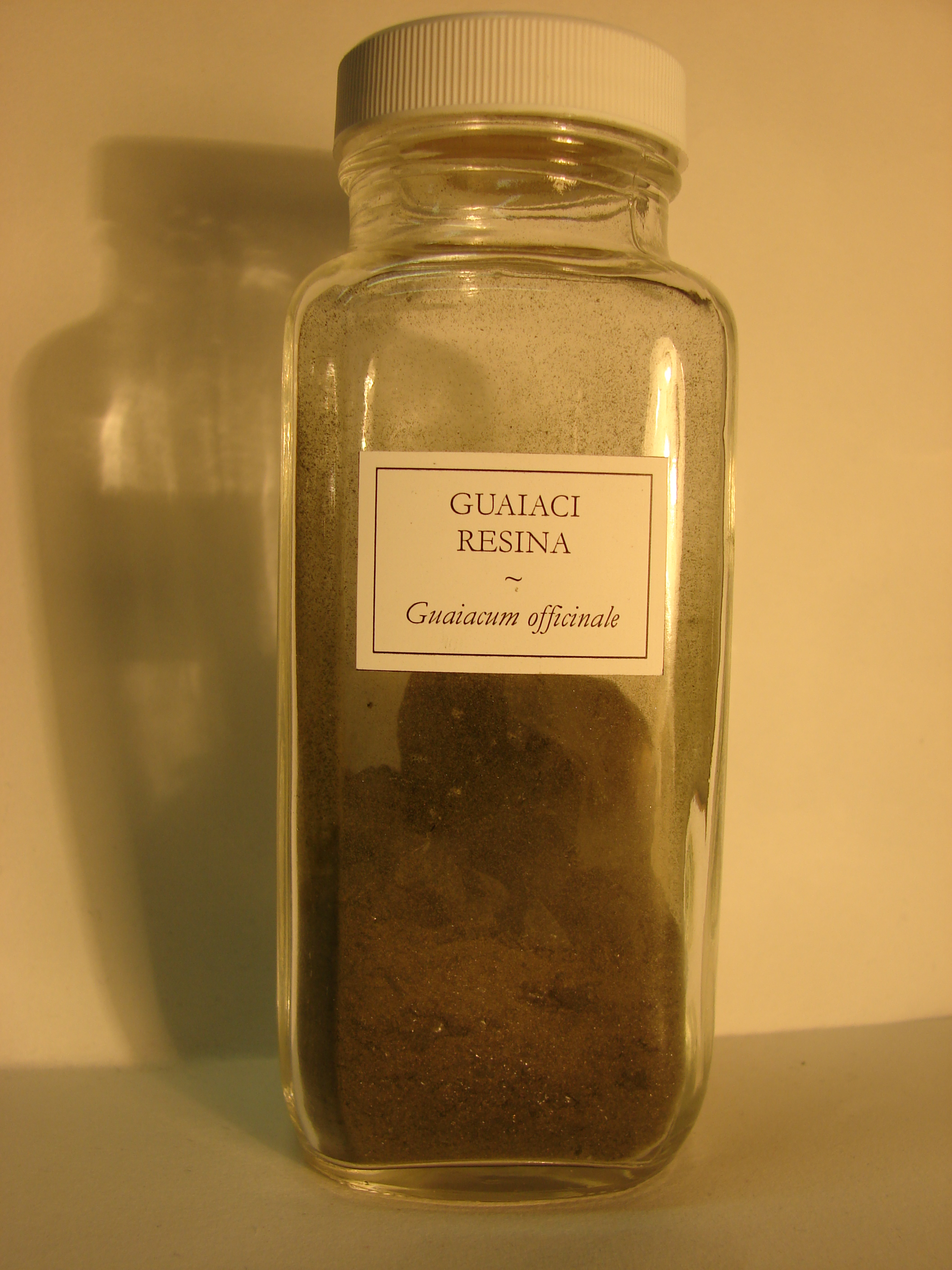
Résine de gaïac brute

La résine de gaïac est une résine végétale utilisée à des fins alimentaires, thérapeutiques et mycologiques. Extraite de l'arbre latino-américain Guaiacum officinale,elle est importée en Europe par les espagnols à partir de 1508. 

## Aspect et composition
D'aspect brun verdissant à la lumière, elle est soluble dans l'éthanol, l'éther, l'acétone et le chloroforme, mais pas dans l'eau. Elle est composée à environ 70% d'acides alpha- et beta-guaïaconiques. En présence d'une solution de peroxyde d'hydrogène diluée, l'acide gaïaconique (également appelé furoguaiacine) contenu dans la résine est oxydé en « bleu de gaïac ».

## Utilisations sous forme brute
Rapidement reconnue comme anti-syphilitique, la résine de gaïac est employée comme stimulant et contre le manque d'appétit,. 
Elle est également utilisée comme additif alimentaire (antioxydant) sous la désignation E241 (gomme de gaïac) comme conservateur et E314 (résine de gaïac) comme antioxydant. Les deux appellations semblent être utilisées indifféremment, néanmoins il est possible que le E241 désigne la résine de gaïac naturelle, et le E314 une résine traitée chimiquement pour donner de la gomme (des résidus chimiques possibles étant listés dans la définition officielle).

## Utilisations sous forme de teinture alcoolique
La teinture de gaïac est une solution préparée en dissolvant de 2,5% à 10% de cristaux de résine de gaïac dans de l'alcool éthylique à 80%. 
En médecine, cette solution est employée pour détecter du sang dans les selles ; elle vire au bleu en présence de composés de type peroxydase. En général, la réaction détecte les agents oxydants dans l'échantillon.
En mycologie, cette teinture est utilisée pour la détermination des champignons supérieurs. Pour ce faire, la solution est déposée sur le pied et les lamelles. Si la réaction est positive, la chair devient bleuâtre ou vert bleuté. Cette réaction peut être qualifiée d'immédiate, lente ou tardive et de faible, moyenne ou intense ; une réaction au-delà de 10 secondes étant considérée comme nulle. La rapidité et l'intensité de la coloration avec la solution de gaïac sont des facteurs discriminants importants, en particulier pour la détermination des Russules.